# Хаталов
Хаталов (слч. Hatalov) насељено је мјесто са административним статусом сеоске општине (слч. obec) у округу Михаловце, у Кошичком крају, Словачка Република.

## Становништво
| Година:    | 1994. | 2004.   | 2014.   | 2024.   |
| ---------- | ----- | ------- | ------- | ------- |
| Број људи: | 820   | 756     | 747     | 730     |
| Разлика:   |       | -7,80 % | -1,19 % | -2,27 % |

| Година:    | 2023. | 2024.   |
| ---------- | ----- | ------- |
| Број људи: | 728   | 730     |
| Разлика:   |       | +0,27 % |

Према подацима о броју становника из 2011. године насеље је имало 766 становника.